# A1 Team Pakistan
Het A1 Team Pakistan was een Pakistaans raceteam dat deelnam aan de A1 Grand Prix. Eigenaar van het team was Adam Khan, die ook coureur voor het team was. Het team werd net als zusterteam Indonesië gerund door Performance Racing.
Het beste resultaat tijdens een race was een vijfde plaats, dat tweemaal behaald werd. In de drie kampioenschappen waar het team aan mee deed, behaalde het respectievelijk de 20e, 22e en 20e plaats. 

## Coureurs
De volgende coureurs hebben gereden voor Pakistan, met tussen haakjes het aantal races.
- Adam Khan (36)
- Nur B. Ali (22)
- Enrico Toccacelo (2)